# Micorriza arbuscular
Uma micorriza arbuscular é um tipo de micorriza em que o fungo penetra as células corticais das raízes de uma planta vascular.
As micorrizas arbusculares caracterizam-se pela formação de estruturas únicas como os arbúsculos e as vesículas por parte de fungos do filo Glomeromycota. Um fungo de micorriza arbuscular ajuda as plantas a absorver nutrientes como o fósforo e micronutrientes do solo. Crê-se que o desenvolvimento desta simbiose teve um papel crucial na colonização inicial da terra firme pelas plantas e na evolução das plantas vasculares.
Diz-se que é mais fácil listar as plantas que não formam micorrizas que aquelas que o fazem. Esta simbiose é uma relação mutualista altamente evoluída entre fungos e plantas, e a mais prevalente forma de simbiose vegetal que se conhece, sendo encontrada em 80% das famílias de plantas vasculares dos nossos dias.
Os grande avanços no estudo da fisiologia e ecologia das micorrizas ocorridos nos últimos 40 anos, conduziram a uma maior compreensão dos múltiplos papéis dos fungos de micorrizas arbusculares no ecossistema. Este conhecimento é aplicável aos esforços humanos na gestão e restauração de ecossistemas e na agricultura.

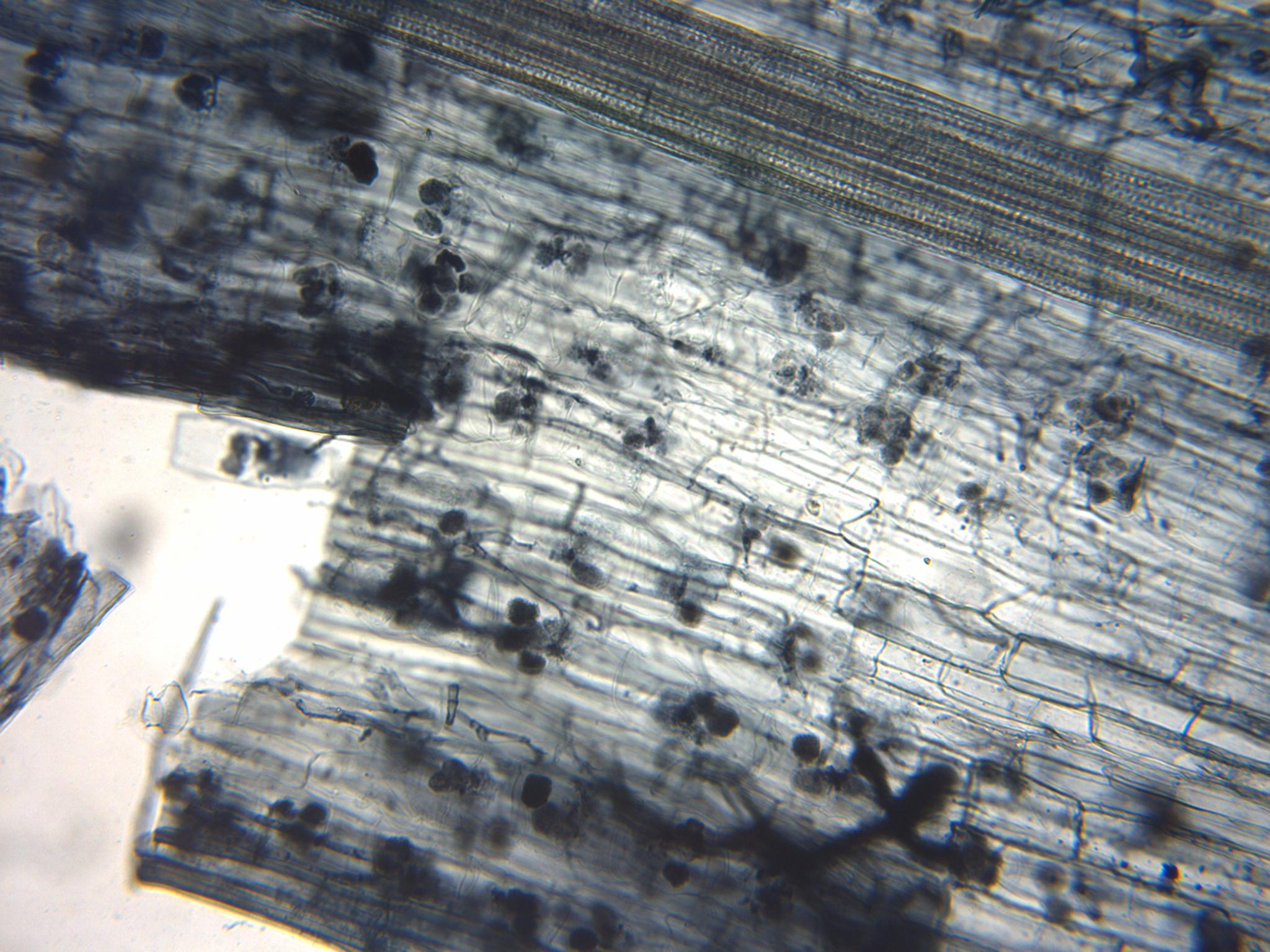
Células corticais da raiz do linho contendo arbúsculos emparelhados

## Evolução da simbiose micorrízica

### Paleobiologia
Tanto as evidências paleobiológicas como as moleculares indicam que a micorriza arbuscular é uma simbiose antiga originada há pelo menos 460 milhões de anos. A simbiose das micorrizas arbusculares é ubíqua entre as plantas terrestres, o que sugere que as micorrizas estavam presentes nos ancestrais mais antigos das plantas terrestres existentes. Esta associação positiva com as plantas pode ter facilitado o desenvolvimento das plantas terrestres.
O cherte de Rhynie do Devónico Inferior produziu fósseis das mais antigas plantas terrestres em que se observaram fungos de micorrizas arbusculares. As plantas fossilizadas contendo fungos micorrízicos foram preservadas em sílica.
O início do Devónico viu o desenvolvimento da flora terrestre. Foram encontradas plantas do cherte de Rhynie datadas do Devónico Inferior (400 milhões de anos) contendo estruturas similares a vesículas e esporos de espécies actuais de Glomus. Raízes fósseis colonizadas foram observadas em Aglaophyton major e Rhynia, que são plantas antigas com características de plantas vasculares e briófitas com rizomas protostélicos.
Foi observado um micélio intra-radicular nos espaços intracelulares da raiz, e arbúsculos na camada de células da parede semelhantes a parênquima em paliçada. Os arbúsculos fósseis parecem muito semelhantes aos dos fungos de micorrizas arbusculares actuais. As células contendo arbúsculos têm paredes espessadas as quais são também observadas em células colonizadas actuais.
Micorrizas do Mioceno exibem uma morfologia vesicular muito semelhante à dos actuais Glomerales. A necessidade de evolução adicional pode ter-se perdido devido à existência de uma fonte de alimento prontamente disponível fornecida pela planta hospedeira. Porém, pode ser argumentado que a eficácia do processo de sinalização provavelmente evoluiu e tal não poderia ser facilmente detectado no registo fóssil. Uma afinação dos processos de sinalização melhoraria a coordenação e a troca de nutrientes entre os simbiontes e melhoraria a condição dos simbiontes fúngico e vegetal.
A natureza da relação entre as plantas e os ancestrais dos fungos de micorrizas arbusculares é debatida. As duas hipóteses existentes são:
- A simbiose micorrízica evoluiu de uma interacção parasítica que se tornou uma relação mutualmente benéfica.
- Os fungos micorrízicos desenvolveram-se a partir de fungos saprófitas que se tornaram endossimbióticos.[5]

Tanto fungos saprotróficos como biotróficos foram encontrados no cherte de Rhynie, mas existem poucas evidências que suportem qualquer uma das hipóteses.
Existe alguma evidência fóssil de que os fungos parasíticos não matavam as células hospedeiras imediatamente após a sua invasão, embora a resposta à invasão tenha sido observada nas células hospedeiras. Esta resposta pode ter evoluído para os processos de sinalização química requerida pela simbiose.
Em ambos os casos, pensa-se que a interacção simbiótica planta-fungo terá evoluído a partir de uma relação na qual os fungos extraíam nutrientes das plantas, para uma relação simbiótica na qual a planta e o fungo trocam nutrientes.

## Fisiologia

### Pré-simbiose
O desenvolvimento de fungos de micorrizas arbusculares antes da colonização da raiz, conhecida como pré-simbiose, consiste de três estágios: germinação do esporo, crescimento das hifas, reconhecimento do hospedeiro e formação do apressório.
Os esporos de fungos de micorrizas arbusculares são estruturas multinucleadas de paredes espessas. A germinação do esporo não depende da planta, pois foi conseguida a germinação de esporos em condições experimentais na ausência de plantas, tanto in vitro como em solo. Contudo, a velocidade de germinação pode ser aumentada por exsudados da raiz hospedeira. Os esporos de fungos de micorrizas arbusculares germinam sob condições adequadas da matriz do solo, temperatura, concentração de dióxido de carbono, pH e concentração de fósforo.
O crescimento das hifas da micorriza arbuscular através do solo é controlado por exsudados da raiz hospedeira e pela concentração de fósforo no solo.
Baixas concentrações de fósforo no solo aumentam o crescimento e ramificação das hifas além de induzirem também a exsudação pela planta de compostos que controlam a intensidade da ramificação.
Foi demonstrado que exsudados das raízes de plantas hospedeiras de fungos de micorrizas arbusculares cultivadas num meio líquido com e sem fósforo, afectam o crescimento das hifas. Esporos de Gigaspora magarita pré-germinados e submetidos a esterilização superficial, foram cultivados em exsudados de plantas hospedeiras. Os fungos cultivados nos exsudados de raízes privadas de fósforo apresentavam crescimento hifal aumentado e produziam ramificações terciárias comparáveis às dos fungos cultivados em exsudados de plantas às quais havia sido fornecido suficiente fósforo. Quando os exsudados de raiz promotores de crescimento foram adicionados em baixas concentrações os fungos de micorrizas arbusculares produziram ramificações longas e dispersas. À medida que a concentração dos exsudados foi aumentando os fungos produziram ramificações mais concentradas em grupos. Com a mais elevada concentração ocorreu a formação de arbúsculos, as estruturas dos fungos de micorrizas arbusculares para as trocas de fósforo.
Crê-se que esta resposta quimiotáxica dos fungos aos exsudados de plantas hospedeiras aumenta a eficácia da colonização da raiz do hospedeiro em solos pobres em fósforo. Trata-se de uma adaptação dos fungos para, de modo eficiente, explorarem o solo em busca de um hospedeiro vegetal adequado.
Outras evidências de que os fungos de micorrizas arbusculares exibem quimiotaxia específica para o hospedeiro: esporos de Glomus mosseae foram separados das raízes de uma planta hospedeira, de plantas não hospedeiras e de uma planta hospedeira morta, por uma membrana permeável apenas às hifas. No tratamento com a planta hospedeira o fungo atravessou a membrana emergindo sempre a menos de 800 µm da raiz. Nos tratamentos com plantas não hospedeiras e plantas mortas, as hifas não atravessaram a membrana para alcançar as raízes. Isto demonstra que os fungos de micorrizas arbusculares possuem capacidades quimiotáxicas que permitem o crescimento hifal em direcção às raízes de uma potencial planta hospedeira.
Foram utilizadas técnicas moleculares para entender ainda melhor os caminhos de sinalização que existem entre as micorrizas arbusculares e as raízes da planta. Na presença de exsudados de raízes de potenciais plantas hospedeiras, a micorriza arbuscular sofre alterações fisiológicas que lhe permitem colonizar o seu hospedeiro. Os genes dos fungos de micorrizas arbusculares requeridos para a respiração de compostos de carbono do esporo, são desencadeados e ligados por exsudados da raiz da planta hospedeira. Em experiências existiu um aumento na velocidade de transcrição de 10 genes 30 minutos após a exposição, e ainda maior velocidade após 1 hora. 4 horas após a exposição foi observada uma resposta morfológica de crescimento. Os genes foram isolados e descobriu-se estarem envolvidos na actividade mitocondrial e na produção de enzimas. A taxa de respiração dos fungos foi medida em termos da taxa de consumo de O2 , tendo aumentado cerca de 30% 3 horas após a exposição aos exsudados das raízes. Tal facto indica que a actividade mitocondrial dos esporos dos fungos de micorrizas arbusculares é estimulada positivamente pelos exsudados de raiz da planta hospedeira. Isto pode ser parte de um mecanismo de regulação dos fungos que conserva a energia do esporo para o crescimento eficiente e ramificação das hifas, após a recepção de sinais de uma potencial planta hospedeira.
Quando as hifas das micorrizas arbusculares encontram a raiz de uma planta hospedeira forma-se um apressório na epiderme da raiz. O apressório é a estrutura a partir da qual as hifas podem penetrar o parênquima do hospedeiro. A formaçãpo dos apressórios não requer sinais químicos da planta. Os fungos de micorrizas arbusculares são capazes de formar apressórios nas paredes celulares de células “fantasma” cujos protoplastos foram removidos de forma a eliminar a sinalização entre o fungo e a planta hospedeira. Contudo, as hifas não continuam a sua penetração nas células nem crescem em direcção ao córtice da raiz, o que indica que é necessária sinalização entre os simbiontes para que ocorra crescimento adicional após a formação dos apressórios.

### Simbiose
Uma vez no interior do parênquima, os fungos formam estruturas altamente ramificadas para a troca de nutrientes com a planta, designadas "arbúsculos". Estas são as estruturas distintivas dos fungos de micorrizas arbusculares. Os arbúsculos são os locais de troca de fósforo, carbono, água e outros nutrientes. Existem duas formas: o tipo Paris é caracterizado pelo crescimento de hifas de uma célula para a célula seguinte e o tipo Arum é caracterizado pelo crescimento de hifas no espaço entre as células das plantas. A escolha entre os dois tipos é determinada sobretudo pela família da planta hospedeira, embora algumas famílias sejam capazes de utilizar qualquer um dos tipos.
A planta hospedeira exerce controlo sobre a proliferação hifal intracelular e a formação dos arbúsculos. Ocorre uma descondensação da cromatina da planta o que indica um aumento da transcrição do ADN da planta nas células que contêm arbúsculos. Para acomodar os arbúsculos são necessárias grandes modificações na célula da planta hospedeira. Os vacúolos encolhem e outros organelos celulares proliferam. O citoesqueleto da célula da planta é reorganizado em redor dos arbúsculos.
Existem outros dois tipos de hifas que têm origem na raiz da planta hospedeira colonizada. Uma vez consumada a colonização, hifas “corredoras” de curta duração crescem a partir da raiz da planta para o solo. Estas são hifas que capturam fósforo e micronutrientes que são fornecidos à planta. As hifas dos fungos de micorrizas arbusculares têm um quociente superfície/volume elevado, o que torna a sua capacidade de absorção maior do que a das raízes das plantas. As hifas dos fungos de micorrizas arbusculares são também mais delgadas que as raízes e podem entrar em poros do solo que são inacessíveis àquelas. O terceiro tipo de hifas dos fungos de micorrizas arbusculares cresce a partir das raízes e coloniza as raízes de outras plantas hospedeiras. Os três tipos de hifas são morfologicamente distintos.

### Absorção e troca de nutrientes
Os fungos de micorrizas arbusculares são simbiontes obrigatórios. Possuem capacidade sapróbica limitada e são dependentes da planta para obterem compostos de carbono, absorvendo os produtos da fotossíntese da planta hospedeira na forma de hexoses.
A transferência de carbono da planta para os fungos pode ocorrer nos arbúsculos ou hifas intra-radiculares. No micélio intra-radicular ocorre síntese secundária a partir das hexoses. No micélio, a hexose é convertida em trealose e glicogénio. A trealose e o glicogénio são formas de armazenamento de carbono que podem ser rapidamente sintetizadas e degradadas e que podem tamponar as concentrações intracelulares de açúcar. A hexose intra-radicular entra na via das pentoses-fosfato a qual produz pentose para os ácidos nucleicos.
A biossíntese de lípidos ocorre também no micélio intra-radicular. Os lípidos são depois armazenados ou exportados para hifas extra-radiculares, onde podem ser armazenados ou metabolizados. A decomposição dos lípidos em hexoses, conhecida como gluconeogénese, ocorre no micélio extra-radicular. Aproximadamente 25% do carbono transferido da planta para o fungo é armazenado nas hifas extra-radiculares. Até 20% do carbono obtido pela planta durante a fotossíntese é transferido para os fungos de micorrizas arbusculares. Isto representa um considerável investimento de carbono na rede micorrízica de parte da planta hospedeira.
O aumento do carbono fornecido pela planta aos fungos de micorrizas arbusculares aumenta a absorção de fósforo e a transferência de fósforo dos fungos para as plantas (Bücking & Shachar-Hill 2005). A absorção e transferência de fósforo é também diminuída quando a quantidade de fotossintato fornecido ao fungo decresce. As espécies de fungos de micorrizas arbusculares diferem nas suas capacidades de fornecer fósforo às plantas. Em alguns casos, os fungos de micorrizas arbusculares são simbiontes pobres fornecendo pouco fósforo e recebendo quantidades relativamente elevadas de carbono.
O benefício das micorrizas para as plantas é atribuído sobretudo ao aumento da absorção de nutrientes, em especial de fósforo. Este aumento de absorção pode dever-se ao aumento da superfície de contacto com o solo, maior movimento de nutrientes para as micorrizas, uma modificação do ambiente radicular e ao aumento de armazenamento.  As micorrizas podem ser muito mais eficientes do que as raízes das plantas na absorção de fósforo. O fósforo entra na raiz por difusão e as hifas reduzem a distância necessária para a difusão aumentando assim a absorção. A taxa de entrada de fósforo nas micorrizas pode ser até seis vezes superior à que ocorre nas raízes.  Em alguns casos, a função de absorção do fósforo pode ser totalmente dominada pela rede micorrízica e todo o fósforo consumido pela planta pode ser de origem hifal.
A concentração de fósforo disponível na área da raiz pode ser aumentada pela actividade micorrízica. As micorrizas diminuem o pH da rizosfera devido à absorção selectiva de NH4+ (iões amónio) e à libertação de iões H+. A diminuição do pH aumenta a solubilidade dos precipitados de fósforo. A absorção hifal de NH4+ aumenta também o fluxo de nitrogénio para a planta pois o NH4+ é adsorvido às superfícies internas do solo, tendo que ser absorvido por difusão.

## Ecologia

### Habitat
Os fungos de micorrizas arbusculares são mais frequentes em plantas que crescem em solos minerais. As populações de fungos de micorrizas arbusculares são maiores em comunidades de plantas com grande diversidade, como a floresta tropical húmida e pradarias temperadas, onde existem muitas potenciais plantas hospedeiras e onde podem obter vantagem da sua capacidade de colonizar um leque variado de hospedeiros. Em solos muito áridos ou ricos em nutrientes existe uma menor incidência de colonização micorrízica. Foram observadas micorrizas em habitats aquáticos, porém, foi demonstrado que solos encharcados diminuem a colonização em algumas espécies.

### Variedade de hospedeiros e especificidade
A especificidade, variedade de hospedeiros e o grau de colonização dos fungos micorrízicos são difíceis de analisar no campo, devido à complexidade das interacções entre os fungos no interior de uma raiz e no interior do sistema. Não existem evidências claras de que os fungos de micorrizas arbusculares exibam especificidade na colonização de potenciais plantas hospedeiras de micorriza arbuscular, ao contrário do que sucede com os fungos patogénicos relativamente aos seus hospedeiros. Tal pode dever-se a pressões selectivas opostas.
Nas relações parasíticas, a planta hospedeira beneficia de mutações que impedem a colonização, enquanto numa relação simbiótica, a planta beneficia das mutações que permitem a colonização por fungos de micorrizas arbusculares. Contudo, as espécies de plantas diferem quanto à extensão e dependência da colonização de certos fungos de micorrizas arbusculares e algumas plantas podem ser micótrofos facultativos enquanto outras são micótrofos obrigatórios.
A capacidade de um mesmo fungo de micorrizas arbusculares colonizar várias espécies de plantas tem implicações ecológicas. Plantas de espécies diferentes podem estar subterraneamente ligadas a uma rede micélica comum. Uma planta pode fornecer o fotossintato carbono para o estabelecimento da rede micélica que pode ser utilizada por uma planta de outra espécie para a absorção de minerais. Isto implica que as micorrizas arbusculares são capazes de equilibrar as interacções inter- e intraespecíficas das plantas sob o solo.

### Ecologia da rizosfera
A rizosfera é a zona do solo na vizinhança imediata de um sistema radicular.
A simbiose das micorrizas arbusculares afecta a comunidade e diversidade de outros organismo no solo. Tal poder ser observado de forma directa pela libertação de exsudados, ou indirectamente por uma mudança na espécie vegetal e do tipo e quantidade dos exsudados.
Está demonstrado que a diversidade das micorrizas aumenta a diversidade de espécies de plantas à medida que o número de associações potenciais aumenta. Os fungos de micorrizas arbusculares dominantes podem evitar a invasão de plantas não-micorrízicas em terrenos onde estabeleceram simbiose e promovem o seu hospedeiro micorrízico.
Pesquisas recentes mostram que os fungos de micorrizas arbusculares libertam um factor difusional não identificado, que activa o gene indutível do factor de nodulação mtENOD11. Trata-se do mesmo gene envolvido no estabelecimento de simbiose com bactérias fixadoras de nitrogénio (Kosuta et al. 2003). Quando bactérias rizóbias estão presentes no solo, a colonização micorrízica é aumentada devido ao aumento da concentração de sinais químicos envolvidos no estabelecimento de simbiose (Xie et al. 2003). A colonização micorrízica eficaz pode também aumentar os nódulos e fixação simbiótica de nitrogénio em legumes micorrízicos.
A extensão da colonização por micorrizas arbusculares e as espécies envolvidas afectam a população bacteriana da rizosfera. As espécies bacterianas diferem quanto às suas capacidades de competição pelos exsudados radiculares com compostos de carbono. Uma alteração na quantidade ou composição dos exsudados radiculares e fúngicos devido à colonização por uma micorriza arbuscular existente, determina a diversidade e abundância da comunidade bacteriana na rizosfera.
A influência dos fungos de micorrizas arbusculares na raiz das plantas e no crescimento dos brotos pode também ter um efeito indirecto nas bactérias da rizosfera. O fungo de micorrizas arbusculares contribui com uma quantidade significativa de carbono para a rizosfera por meio do crescimento e degeneração da rede hifal. Existem também evidências de que os fungos de micorrizas arbusculares podem ter um papel importante na mediação do efeito específico das espécies de plantas sobre a composição bacteriana da rizosfera.

## Fitorremediação
Sabe-se que o uso de fungos de micorrizas arbusculares em projectos de restauração ecológica permite o estabelecimento da planta hospedeira em solos degradados e melhora a qualidade e saúde do solo (fitorremediação).
A perturbação de comunidades vegetais nativas em áreas ameaçadas de desertificação é muitas vezes seguida pela degradação de propriedades físicas e biológicas do solo, estrutura do solo, disponibilidade de nutrientes e matéria orgânica.
Na recuperação de solos perturbados é essencial não só substituir a vegetação acima do solo mas também as propriedades físicas e biológicas do próprio solo.
Uma abordagem relativamente nova para a recuperação de solos e protecção contra a desertificação consiste na inoculação do solo com fungos de micorrizas arbusculares juntamente com a reintrodução da vegetação. Um estudo de longo prazo demonstrou que era obtida uma melhoria significativamente maior dos parâmetros de qualidade do solo quando o solo era inoculado com uma mistura de espécies de fungos de micorrizas arbusculares indígenas em comparação com solo não inoculado e solo inoculado com uma única espécie exótica de fungo de micorrizas arbusculares. (Figure 2). Os benefícios observados consistiram num maior crescimento da planta, aumento do conteúdo de nitrogénio e matéria orgânica do solo e agregação do solo. As melhorias foram atribuídas à maior nodulação dos legumes na presença de fungos de micorrizas arbusculares, melhor infiltração de água e aeração no solo devido à agregação deste.
A inoculação com fungos de micorrizas arbusculares nativos aumentou a absorção de fósforo pela planta, melhorando o seu crescimento e saúde. Os resultados apoiam o uso de fungos de micorrizas arbusculares como ferramenta biológica na restauração de biótopos como ecossistemas auto-sustentáveis.

## Agricultura
Muitas práticas agronómicas modernas são perturbadoras da simbiose micorrízica. Existe um grande potencial para a agricultura sustentável gerir o sistema de forma a promover a simbiose micorrízica.
As práticas agrícolas convencionais, como a aragem, o uso intensivo de fertilizantes e fungicidas, fraca rotação de colheitas e a selecção de plantas que sobrevivem a estas condições, diminuem a capacidade das plantas para formarem simbioses com fungos de micorrizas arbusculares.
A maioria das culturas tem melhor comportamento e é mais produtiva quando bem colonizada por fungos de micorrizas arbusculares. A simbiose de micorrizas arbusculares aumenta a absorção de fósforo e micronutrientes bem como o crescimento da planta hospedeira (George et al. 1992).
A gestão dos fungos de micorrizas arbusculares é especialmente importante para sistemas de agricultura orgânica e sustentável em que o conteúdo de fósforo no solo é geralmente reduzido, embora todos os agroecosssitemas possam beneficiar da promoção do estabelecimento de micorrizas arbusculares.
Algumas colheitas com pouca capacidade de procurar nutrientes no solo são muito dependentes dos fungos de micorrizas arbusculares para a absorção do fósforo. O linho, por exemplo, tem pouca capacidade quimiotáxica, e é altamente dependente da absorção de fósforo mediada por micorriza arbuscular em solos com baixas e médias concentrações de fósforo (Thingstrup et al. 1998).
A gestão correcta dos fungos de micorrizas arbusculares nos agroecossistemas pode melhorar a qualidade do solo e a produtividade da terra. Práticas agrícolas como a aragem reduzida, uso de fertilizantes com baixo teor de fósforo e sistemas de cultivo perenizados promovem uma simbiose micorrízica funcional.

### Aragem
A aragem reduz o potencial de inoculação do solo e a eficácia das micorrizas ao romper a rede hifal extra-radicular.(Miller et al. 1995, McGonigle & Miller 1999, Mozafar et al. 2000).
A destruição da macroestrutura do solo torna a rede hifal não-infectiva.(Miller et al. 1995, McGonigle & Miller 1999). A perturbação da rede hifal diminui as capacidades absortivas das micorrizas porque a área da superfície abrangida pelas hifas é significativamente reduzida. Por outro lado, isto diminui a absorção de fósforo pelas plantas ligadas à rede hifal (Figure 3, McGonigle & Miller 1999).
Nos sistemas com aragem reduzida poderá não ser necessária a utilização significativa de fertilizante fosforado em comparação com sistemas de aragem intensa. Tal deve-se ao aumento da rede micorrízica o qual permite fornecer suficiente fósforo às plantas. (Miller et al. 1995).

### Fertilizantes fosforados
Os benefícios dos fungos de micorrizas arbusculares são maiores nos sistemas com menores necessidades. A utilização intensiva de fertilizantes fosforados pode inibir a colonização e crescimento micorrízicos.
À medida que os níveis de fósforo no solo disponíveis para as plantas aumentam, a quantidade de fósforo também aumenta nos tecidos das plantas, e a drenagem de carbono da planta pela simbiose com os fungos de micorrizas arbusculares torna-se não benéfica para a planta (Grant 2005).
Uma diminuição na colonização micorrízica devida a elevados níveis de fósforo no solo pode conduzir a planta a deficiências em outros micronutrientes que têm absorção mediada pela micorriza, como é o caso do cobre (Timmer & Leyden 1980).

### Sistemas de culturas perenizados
Culturas de cobertura são usadas no outono, inverno e primavera, cobrindo o solo durante períodos em que normalmente este seria deixado sem cobertura de plantas.
Culturas de cobertura micorrízicas podem ser usadas para melhorar o potencial de inoculação micorrízica e a rede hifal (Kabir and Koide 2000, Boswell et al.1998, Sorensen et al. 2005).
Uma vez que os fungos de micorrizas arbusculares são biotróficos, eles são dependentes das plantas para que as suas redes hifais possam desenvolver-se. O cultivo de uma colheita de cobertura estende o tempo de crescimento da micorriza arbuscular ao outono, inverno e primavera. A promoção do crescimento hifal cria uma rede hifal mais extensa. O incremento da colonização micorrízica encontrado nos sistemas de culturas de cobertura pode ser em larga medida atribuído a um aumento da rede hifal extra-radicular a qual pode colonizar as raízes da nova cultura (Boswell et al. 1998). Os micélios extra-radiculares conseguem sobreviver ao inverno, permitindo a colonização rápida na primavera e simbiose no início da época da cultura principal (McGonigle and Miller 1999). Esta simbiose mais rápida permite às plantas utilizarem a rede hifal bem estabelecida e serem fornecidas com suficiente fósforo durante o início do crescimento o que aumenta bastante o rendimento da colheita.

### Qualidade do solo
A restauração de fungos de micorrizas arbusculares nativos aumenta o sucesso de projectos de restauro ecológico e a rapidez da recuperação do solo. Existem evidências de que esta melhoria da estabilidade do agregado do solo é devida a uma proteína do solo designada glomalina.
As proteínas do solo relacionadas com a glomalina (PSRG) foram identificadas usando um anticorpo monoclonal (Mab32B11) em esporos esmagados de fungos de micorrizas arbusculares. São definidas pelas condições de extracção e reacção com o anticorpo Mab32B11.
Existe outra prova circunstancial de que as PSRG têm origem nos fungos de micorrizas arbusculares. Quando os estes são eliminados do solo, por meio de incubação do solo sem plantas hospedeiras, as concentrações de PSRG diminuem. Uma diminuição semelhante foi também observada em solos incubados de terrenos florestados, aflorestados e agrícolas,  e em pradarias tratadas com fungicida.
Segundo a hipótese actualmente considerada, as PSRG melhoram a estabilidade aquosa do agregado do solo e diminuem a erosão. Foi encontrada uma forte correlação entre as PSRG no solo e a estabilidade aquosa do agregado do solo numa ampla variedade de solos onde a matéria orgânica é o principal agente ligante, embora o mecanismo não seja conhecido. A glomalina não foi ainda isolada ou descrita e a ligação entre glomalina, PSRG e fungos de micorrizas arbusculares não é ainda clara. 